# Malva pamiroalaica
Malva pamiroalaica är en malvaväxtart som beskrevs av Modest Mikhaĭlovich Iljin. Malva pamiroalaica ingår i Malvasläktet som ingår i familjen malvaväxter. Inga underarter finns listade i Catalogue of Life.